# 香港増補字符集
香港増補字符集（ホンコンぞうほじふしゅう、中: 香港增補字符集，英: Hong Kong Supplementary Character Set，HKSCS）は、香港特別行政区政府が定めた香港で必要とされる文字を集めたコンピュータ用の文字セット。最新版は2017年5月に発表された『香港增補字符集-2016』で、漢字、漢字の部品、仮名、キリル文字など、計5033字が収録されている。

## 背景
香港では繁体字が使われ、1980年代にMS-DOSが普及した時点から台湾のソフトウェア、ハードウェアを使っていた関係から、台湾で制定された文字コード（文字セット）であるBig5が普及し、デファクトスタンダードとなっていた。
しかしBig5は台湾の標準中国語を表記するのに必要な漢字を集めただけで、香港の広東語や台湾の台湾語、客家語などに特有の方言字は意識的・網羅的に収録されることがなく実用上不十分であった。
香港にはBig5外の方言字・固有名詞用の文字・異体字などをコンピュータで取り扱う需要がある。広東語の話者が最も多く、かつ表記が可能な方言字が豊富なため、新聞記事などで広東語表記が広く行われている。警察における事情聴取・取り調べや法廷における裁判なども、可能な限り話された通りに記録される。1990年代に住民登録などのコンピュータ化が進むと、人名・地名などの固有名詞に使われる漢字の一部がコード化されていないことが障害となった。このほか、方言字以外でも、香港で常用される字・字体には著に対する「着」、裡に対する「裏」、衛に対する「衞」、匯に対する「滙」などがある。
フォントメーカー数社が香港向け外字集を販売したが、互換性のないものが複数出回り、出版印刷関連業界以外への浸透はあまり進まなかった。1990年代半ば、インターネットが一般に普及し始めてからしばらくの間、香港のマスコミのサイトでは、方言字について、画像の挿入や、方言字の書き換え（例えば嘢→野、電子掲示板などでは「o野」と表現することもある）で対応したほか、各サイトが採用する外字集によって対応する場合もあり、外字フォントのダウンロードを促されることもあった。本格的なネットワーク時代の到来により、コード位置を統一して使えるようにすることが求められた。

## 沿革
1995年に香港政庁が作成した『政府通用字庫』（Government Common Character Set: GCCS）という名の外字集を基本として、1999年5月に当時の情報科学技術署傘下に発足した中国語インタフェース諮問委員会（中文界面諮詢委員會）は、1999年に新たな文字セットを編纂した。これが4702字を収録した最初の『香港増補字符集』である。市民らの意見も取り入れ、フォントの無償配布も行われたこともあり、香港の標準的な文字セットとなった。発表後も未収録の字を募集するなどの活動が続けられた結果、2001年12月には、『香港増補字符集-2001』が発表され、116字が追加された。2005年にはさらに123字が追加された『香港増補字符集-2004』が発表された。
その後も2006年に28字、2008年2月に31字が追加され、2009年にさらに9字追加されている。国際規格ISO/IEC 10646:2003 Amd.6 で『香港増補字符集-2008』の全ての文字が収録された。

### バージョンの比較表
| 名称               | 収録字数 | 発表時期   |
| ------------------ | -------- | ---------- |
| HKSCS-2016         | 5033     | 2017年5月  |
| HKSCS-2008         | 5009     | 2009年12月 |
| HKSCS-2004＋追加字 | 5000     | 2008年2月  |
| HKSCS-2004＋追加字 | 4969     | 2006年11月 |
| HKSCS-2004         | 4941     | 2005年5月  |
| HKSCS-2001         | 4818     | 2001年12月 |
| HKSCS-1999         | 4702     | 1999年9月  |
| GCCS               | 3049     | 1995年     |

## 収録されている文字
漢字
漢字は4500字強あり、使用頻度が低い古典用字、科学用字などのほか、異体字、簡体字、日本の国字、広東語方言字、俗字、固有名詞に用いられる人名字、地名字などが含まれる。
漢字の部品
部首、部首の異体字など。
国際音声字母
英語用のものなど、常用される一部の字。
仮名
日本語の平仮名、片仮名
補助記号付きのローマ字
中国語の読みを表すための声調符号が付いた漢語拼音字母など。
キリル文字

## Unicodeとの関係
Unicodeは、日本、中国、台湾、韓国の漢字を整理統合して収録した（CJK統合漢字）。これにより香港増補字符集に含まれる日本漢字、簡体字、地名用字など一部の文字は、香港のユーザーもUnicodeフォントにより使えるようになったが、広東語方言字の多くは未収録の状態が続き、引き続きUnicodeの私用領域に外字として登録して使う方法が使われた。
2001年に発表されたUnicode 3.1で、日本のJIS X 0213の漢字、中国、台湾からの追加漢字、ベトナムの漢字チュハンなどとともに、『香港増補字符集-1999』に含まれる字も収録された。これによりUnicode 3.1以上のバージョンに対応したソフトとフォントを使えば、香港増補字符集に含まれる漢字の多くを扱えることになった。

## 対応フォント
現在まで流通している主なものを挙げる。
ISO 10646 版本的《香港增補字符集－2001》參考字型 (適用於 Linux 平台)（［香港］政府資訊科技總監辦公室）
HKSCS-2001に対応するフォント（字型）を無償配布している。Linux用インプットメソッド（輸入法）入りのファイルも別途配布されている。
華康標準宋體（ダイナコムウェア香港）
香港特別行政区政府によるフォントの字形に関するガイドライン《香港電腦漢字印刷體（宋體）字形參考指引》に初めて準拠したことを謳うフォントで、HKSCS-2001に対応する。ISO10646HK.NETにおいて、非商用の個人的用途に限って無償配布している。
支援 ISO 10646:2003 Windows XP 字形集 及 繁體中文支援修正1（マイクロソフト香港）
Windows XP、Server 2003で使用可能。HKSCS-2004に対応している。別に2000、XP向けにHKSCS-2001対応のものも配布されている。
Microsoft Windows
Windows Vistaの時点で、HKSCS-2004に対応し、細明體_HKSCSと細明體_HKSCS-ExtBというフォントが含まれる。
macOS（iOS）
Mac OS X v10.3以降、HKSCS-2001（と2004の一部、Big5の拡張セット「Big5E」）に対応したフォント「儷宋 Pro」（明朝体）と「儷黑 Pro」（ゴシック体）が付属する。Mac OS X v10.6とiOS 4の時点で、HKSCS-2004に対応した「黑體-繁」フォントが追加された。OS X El Capitan（10.11）とiOS 9では香港字形に準拠する香港版を含む蘋方ファミリーが追加され、最新版はHKSCS-2016に対応する。
香港 freefonts 計画
Linux用オープンソースとして、2005年9月1日にHKSCS-2004の文字を収録した。その成果を取り込んだフォントに、Ubuntu、FedoraといったLinuxディストリビューションで中国語のデフォルトフォントとなっているUMing・UKaiがある。
華康金蝶 H.K. Edition
『華康金蝶2006 H.K. Edition』は、ダイナコムウェア香港が2005年11月14日に発売したHKSCS-2004対応市販フォント集。『華康金蝶2010 H.K. Edition』は、HKSCS-2008に対応する。
思源黑體 香港 （Source Han Sans HC）（アドビなど）
アドビの汎中日韓オープンソースフォントの第1弾。2018年のバージョン2.00から香港字形に対応した書体が加わり、HKSCS-2016に対応した（Pan-CJKフォント「源ノ角ゴシック」にバージョン2.0が登場 #AdobeFonts #AdobeMAXJapan〈Adobe Blog〉）。
ヒラギノ角ゴ 繁体中文（SCREENグラフィックソリューションズ）
2017年11月に発売された。HKSCS-2008に対応したAdobe-CNS1-6に準拠する。
UD新ゴ 繁体字 標準字体（モリサワ）
2019年1月に配信・発売された。HKSCS-2008に対応したAdobe-CNS1-6に準拠する。字体は台湾の国字標準字体。
金剛黒体（ダイナコムウェア）
HKSCS-2016標準に準拠。

## 澳門資訊系統字集
香港と同じ広東語圏に属する中華人民共和国の特別行政区であるマカオでは、特区政府の資訊系統中文編碼工作小組（The Computer Chinese Characters Encoding Workgroup）が、香港増補字符集にさらに必要な漢字を加えた『澳門資訊系統字集（Macao Information System Character Set）』を策定・維持している。
- 中文編碼網頁 → 澳門資訊系統字集
- 澳門資訊系統字集